# Autorisation d'urbanisme
 (octobre 2015).
Une autorisation d'urbanisme est une autorisation donnée par une autorité (comme une collectivité locale) permettant à un demandeur de réaliser un projet venant toucher au droit de l'urbanisme.

## Cas en France
En France, plusieurs types de construction ou d'aménagement sont soumis à « autorisation d'urbanisme ».
Ce sont :
- le permis de démolir (P.D.), pour la démolition de constructions ou tous travaux rendant inutilisables des locaux. Cette demande peut-être regroupée avec une D.P. ou un P.C.
- la déclaration préalable (D.P.), qui est un dossier simplifié de travaux adapté :
  - aux modifications de façade ou de toiture ;
  - aux changements de destination sans travaux ;
  - aux constructions inférieures à 20 mètres carrés ou 40 mètres carrés en "zone U" du plan local d'urbanisme.
  - aux divisions parcellaires.
- le permis de construire (P.C.), pour toute constructions supérieures ou égales à 20 m2 (40 m2 en "zone U" du plan local d'urbanisme) et pour les changements de destination accompagnés de travaux.
- Le permis d'aménager (P.A.), pour une division parcellaire en vue de construire (déclaration préalable et permis de construire réunis). C'est le cas par exemple pour les créations de lotissements de maisons individuelles vendues construites.

Le pétitionnaire peut demander les imprimés nécessaires en mairie, ou les télécharger sur www.servicepublic.fr ou www.urbanisme.equipement.gouv.fr.